# I'd Rather Be Blue
I’d Rather Be Blue, ou I'd Rather Be Blue over You (Than Be Happy with Somebody Else), est une chanson du film musical My Man (Warner Bros., 1928), dans lequel elle a été chantée par Fanny Brice.

## Composition
La chanson est écrite par Fred Fisher et Billy Rose,,.

## Liste des pistes
Disque 10" 78 tours en gomme-laque — Victor 21815 (États-Unis)
A. I'd Rather Be Blue
B. If You Want the Rainbow (You Must Have the Rain),,

## Version de Barbra Streisand
Singles de Barbra Streisand
Our Corner of the Night
(1968) Honey Pie
(1969)
La chanson a été chantée par Barbra Streisand dans le film musical Funny Girl  sorti en 1968. Sa version a atteint la 19e place du classement Easy Listening de Billboard.

### Liste des pistes
Single 7" 45 tours en vinyle — Columbia 4-44622 (États-Unis, 1968)
1. Funny Girl
2. I'd Rather Be Blue over You (Than Be Happy with Somebody Else)[7]

### Classements
| Classement (1968)               | Meilleure position |
| ------------------------------- | ------------------ |
| États-Unis (Adult Contemporary) | 19                 |